# Chelidoperca investigatoris
Chelidoperca investigatoris is een straalvinnige vissensoort uit de familie van zaag- of zeebaarzen (Serranidae). De wetenschappelijke naam van de soort werd voor het eerst geldig gepubliceerd in 1890 door Alcock.